# Thomas Villiers, 1. hrabě z Clarendonu
Thomas Villiers, 1. hrabě z Clarendonu (Thomas Villiers, 1st Earl of Clarendon, 1st Baron Hyde of Hindon, Freiherr Villiers) (1709 – 11. prosince 1786) byl britský diplomat a politik 18. století. V mezinárodní diplomacii se významně uplatnil za války o rakouské dědictví, později zastával několik desetiletí různé ministerské úřady ve vládě. Od roku 1756 byl s titulem barona členem Sněmovny lordů a v roce 1776 získal titul hraběte z Clarendonu.

## Životopis

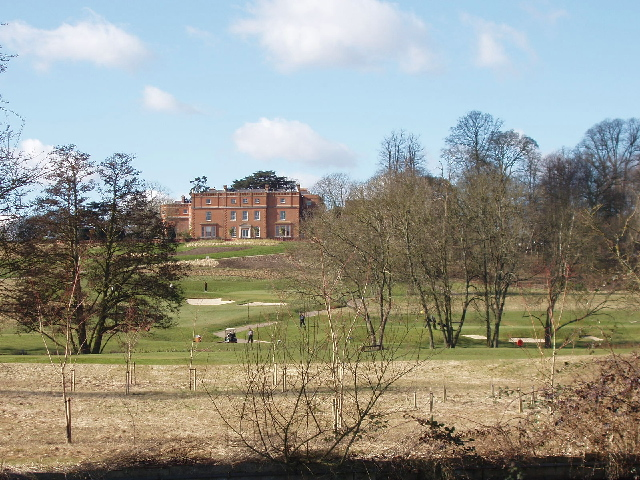
Zámek Grove (hrabství Hertfordshire, hlavní sídlo hrabat z Clarendonu

Pocházel ze starého šlechtického rodu Villiersů, byl mladším synem Williama Villierse, 2. hraběte z Jersey (1682–1721). Studoval v Etonu a Cambridge, poté vstoupil do diplomatických služeb. U dvora polského krále Augusta III. byl vyslancem nejprve v Krakově (1737–1740) a poté v Drážďanech (1740–1742). V letech 1742–1743 byl krátce vyslancem ve Vídni, odkud byl poté vyslán k arcibiskupům do Kolína nad Rýnem a Mohuče, poté znovu působil v Drážďanech. Během války o rakouské dědictví byl pověřen několika důležitými diplomatickými úkoly, v roce 1745 měl například zprostředkovat mír mezi Pruskem a Saskem, což se podařilo v prosinci 1745. V této době několikrát pobýval také v Praze. V roce 1746 byl vyslancem v Berlíně a od pruského krále Fridricha II. obdržel titul svobodného pána (Freiherr von Villiers, 1748).
Po skončení války o rakouské dědictví opustil diplomacii a začal se věnovat politice v Anglii. Již v roce 1747 byl zvolen do Dolní sněmovny a poslancem parlamentu zůstal do roku 1756. V politice patřil k whigům a v letech 1748–1756 zastával funkci lorda admirality. V roce 1756 byl povýšen na barona a přešel do Sněmovny lordů. V roce 1763 byl jmenován členem Tajné rady a v letech 1763–1765 byl generálním poštmistrem. V Northově vládě zastával řadu let úřad lorda kancléře vévodství lancasterského (1771–1782) a v roce 1776 získal titul hraběte z Clarendonu. Ve funkci kancléře vévodství lancasterského pak působil ještě v Pittově vládě (1783–1786) a v letech 1784–1786 byl zároveň členem výboru Tajné pro obchod a kolonie. Nakonec byl krátce před smrtí znovu generálním poštmistrem (1786).

## Rodina
Jeho manželkou Charlotte Capell (1730–1790), dcera 3. hraběte z Essexu. Po matce pocházela z rodu Hyde, který byl předchozím nositelem titulu hrabat z Clarendonu. Z jejich manželství se narodili tři synové.
- 1. Thomas Villiers, 2. hrabě z Clarendonu (1753–1824), poslanec Dolní sněmovny 1774–1780 a 1781–1786, po otci 1786 dědic titulu hraběte z Clarendonu a člen Sněmovny lordů

- 2. John Charles Villiers, 3. hrabě z Clarendonu (1757–1838), poslanec Dolní sněmovny 1784–1805 a 1807–1824, po bratrovi 1824 dědic titulu hraběte z Clarendonu a člen Sněmovny lordů, vyslanec v Lisabonu 1808–1810

- 3. George Villiers (1759–1827), poslanec Dolní sněmovny 1792-1802, vrchní intendant námořnictva

Jeho švagrem byl admirál John Forbes (1714–1796). Thomasův starší bratr William Villiers, 3. hrabě z Jersey (1705–1769) zastával hodnosti u dvora a v roce 1748 byl krátce mimořádným vyslancem v Paříži.
Z dalších generací linie hrabat z Clarendonu vynikl George Villiers, 4. hrabě z Clarendonu (1800–1870), který byl během své kariéry místokrálem v Irsku a třikrát ministrem zahraničí.
Sňatkem s Charlotte Capell získal Thomas Villiers finance, které použil na výstavbu zámku The Grove v hrabství Hertfordshire (1753–1761). Tento zámek byl hlavním rodovým sídlem do roku 1923, kdy byl prodán.